# Tidstecknen visar att Herren är nära
Tidstecknen visar att Herren är nära är en psalm med text från 1800-talet av Jessie E. Strout och musik från 1916 av George E. Lee. Texten översattes till svenska före 1916 av Lewi Pethrus.

## Publicerad i
- Segertoner 1930 som nr 152.
- Psalmer och Sånger 1987 som nr 741 under rubriken "Framtiden och hoppet - Kristi återkomst".[2]
- Segertoner 1988 som nr 650 under rubriken "Jesu återkomst".[1]